# Aïn el Berd
Aïn el Berd est une commune de la wilaya de Sidi Bel Abbès en Algérie.

## Géographie
Aïn el Berd dépend de la wilaya de Sidi Bel Abbes. La commune est située à environ 25 km de Sidi Bel Abbès et à environ 55 km de la ville d'Oran.
Le nombre d'habitants d’Aïn el Berd est en 2002 de 13 779 personnes, en hausse constante depuis avec les vagues de migration en provenance des municipalités dans sa circonscription.

### Situation
| Tafraoui (Wilaya d'Oran) | Tafraoui (Wilaya d'Oran) | Zahana (Wilaya de Mascara)             |
| Tafraoui (Wilaya d'Oran) | Aïn el Berd              | Makedra ; El Gaada (Wilaya de Mascara) |
| Sidi Hamadouche          | Sidi Hamadouche          | Boudjebaa El Bordj                     |

## Histoire
Aïn el Berd était connue sous le nom Oued Imbert durant l'époque coloniale française en raison de sa fondation en 1886 par le général Imbert.

## Économie
L'économie de la ville repose sur la viticulture et l'exploitation des oliviers ainsi que la culture du blé.

## Culture
Aïn el Berd est célèbre grâce au site de Sidi Maachou qui attire de nombreux visiteurs[réf. nécessaire] ainsi que l'organisation chaque automne d'une grande Waada.
Aïn el Berd a contribué au rayonnement de la musique raï dans les années soixante-dix.